# Felix Bloch
Felix Bloch, švicarsko-ameriški fizik, * 23. oktober 1905, Zürich, Švica, † 10. september 1983, Zürich.

## Življenje in delo
Bloch je študiral na Tehniški visoki šoli (ETH) v Zürichu. Diplomiral je leta 1927. Študij fizike je nadaljeval na Univerzi v Leipzigu in tam leta 1928 doktoriral. Ostal je v Nemčiji in deloval s Heisenbergom, Paulijem, Bohrom in Fermijem. Leta 1933 je zapustil nacistično Nemčijo in leta 1934 je začel delati na Univerzi Stanford. Leta 1939 je dobil ameriško državljanstvo. Med 2. svetovno vojno je delal na področju atomske energije v Narodnem laboratoriju v Los Alamosu. Potem se je pridružil projektu izdelave radarja na Univerzi Harvard. 
Po vojni se je ostredotočil na raziskave jedrske indukcije in magnetizma jedra. Leta 1952 je za svoje delo o jedrskem magnetizmu skupaj s Purcellom prejel Nobelovo nagrado za fiziko. Med letoma 1954 in 1955 je predsedoval CERNu. Leta 1961 so ga izvolili za Steinovega profesorja fizike na Univerzi Stanford.